# Nadesjda Filipova
Nadesjda Filipova, née le 19 octobre 1959, est une rameuse d'aviron bulgare.

## Carrière
Aux Jeux olympiques de 1980 à Moscou, elle est médaillée d'argent de quatre barré.